# Morning Sun (Robbie Williams-dal)
A Morning Sun című kislemez Robbie Williams brit popénekes harmadik kislemeze lesz nyolcadik stúdióalbumáról, a Reality Killed The Video Starról. A kislemez 2010. március 15-én jelenik meg és ez a lemez lesz a 2010-es Sport Relief hivatalos jótékonysági dala. A dal Michael Jackson halála után született, a dal eredetileg tisztelettel adózik az elhunyt énekes emlékének. Bár Williams később azt nyilatkozta, hogy a dal saját magáról szól.

## Videóklip
A dal videóklipjét Vaughan Arnell rendezte (ő rendezte az Angels , a Feel és a Bodies klipjeit is) és a los angelesi Universal Stúdióban vették fel. A klipben Williams űrhajósként elhagyja a Földet, hogy azután visszatérjen.

## Promóció
Williams 2010. január 23-án az NJR Music Awards díjátadó gáláján adta elő a dalt, ahol ő maga is díjat kapott, Az Év Nemzetközi Férfi Művésze díjat. 2010. február 13-án (az énekes 36. születésnapján) a brit TV So You Think You Can Dance című show-műsorában szintén előadta a Morning Sun-t. Ezen kívül február 16-án a 2010 BRIT Awards díjátadó gáláján, ahol Williams a Kiemelkedő Közreműködés A Zenében díjat kapta meg, szintén előadta a dalt.

## Dallista
UK kislemez CD
1. Morning Sun (Album Verzió) – 4:03
2. Elasticity – 3:17

Európai kislemez CD
1. Morning Sun (Album Verzió) – 4:03
2. Morning Sun (The Wideboyz Remix) – 6:17
3. Morning Sun (The Wideboyz Extended Dub) – 7:21

## Helyezések
| Slágerlista (2010)                                        | Legmagasabb helyezés |
| --------------------------------------------------------- | -------------------- |
| Ausztria Top 40 kislemez lista                            | 57                   |
| Belgium (flamand) kislemez lista                          | 12                   |
| Belgium (vallon) kislemez lista                           | 27                   |
| Hollandia Top 40 lista                                    | 19                   |
| Izland kislemez lista                                     | 4                    |
| Németország kislemez lista                                | 32                   |
| Lengyelország                                             | 11                   |
| Magyarország MAHASZ Rádiós Top 40 játszási lista          | 30                   |
| Magyarország MAHASZ Editor's Choice rádiós játszási lista | 39                   |
| Egyesült Királyság kislemez lista                         | 45                   |

## Külső források
- RobbieWilliams.com — Robbie Williams official website
- - A dal klipje az énekes hivatalos honlapján